# الإمارة الإسلامية ونظامها (كتاب)
الإمارة الإسلامية ونظامها هو كتاب وبيان نشره عبد الحكيم إسحاقزاي، رئيس قضاة إمارة أفغانستان الإسلامية [الإنجليزية]. الكتاب عبارة عن بيان صادر عن حركة طالبان الإسلامية يوضح كيفية إنشاء وإدارة إمارة إسلامية.
ومع ذلك، هناك خلاف حول ما إذا كان هذا الكتاب يمثل وجهات النظر السياسية لطالبان ككل أو طالبان قندهار.

## التأليف والمراجعة والنشر
كان رئيس المحكمة العليا عبد الحكيم إسحاق زاي هو المؤلف، وقد قام بمراجعة كتابه هيبة الله أخوندزاده، زعيم إمارة أفغانستان الإسلامية. وقد تمت مراجعة الكتاب أيضًا من عدد كبير من العلماء الذين أيدوا العمل لاحقًا. وقد أيد أسكوندزادا العمل أيضًا.
وقد صدر الكتاب عن دار علوم الشريعة باللغة العربية. وكان استخدام اللغة العربية يهدف إلى السماح للكتاب بأن يُقرأ من قبل مجموعة أوسع من الجماهير ومقارنته بسهولة أكبر بالأعمال الإسلامية الأخرى.

## المحتوى
ويقع الكتاب في 312 صفحة، ويتضمن محتوى يشمل مجالات تتعلق بالحكم، وحقوق المرأة وأدوارها، والجهاد، والقيادة السياسية والإدارة، وأنواع التعليم.

### هدف حركة طالبان الإسلامية
ويذكر الكتاب أن هدف حركة طالبان الإسلامية هو إقامة دولة إسلامية بعد انسحاب القوات المحتلة. ويذكر أن هدف هذه الدولة هو الحكم بالشريعة الإسلامية كما وردت في الفقه الحنفي.

### دور القوات المسلحة والإمارة الإسلامية
ويوضح الكتاب أن الأولوية الأولى للقوات المسلحة هي تنفيذ إرادة الله الإلهية. ويوضح أن أولويته الثانية هي حماية الإمارة الإسلامية وممتلكات الأمة وأراضيها. وهذا يشمل المدارس، والأملاك الخاصة، والأملاك العامة، والمساجد، وحدود الأمة. ومع ذلك فإن الجهاد هو الواجب الأول للقوات المسلحة.

### أنواع الحكومة
ويقسم الكتاب الحكومة إلى نوعين: الجبايات والهدايات. ويوضح المؤلف أن النظام السابق كان يهتم بإثراء من ترأس مؤسسات الدولة مادياً واعتبارات سياسية. ويوضح أن الدولة الإسلامية يجب أن تحكم وفق مبدأ الهداية حيث لا يتم استغلال الفقراء لإثراء الدولة. ويقول إن هذا الشكل من الحكم هو وفقا للقانون الإلهي وليس القانون البشري [الإنجليزية]. ويقال إن إمارة أفغانستان الإسلامية تحكمها هذا النظام الأخير.
ويحدد الكتاب أيضًا العديد من العناصر التي تكوّن الدولة الإسلامية، والتي تشمل التوجيه، والقضاء المستقل، والجيش الإسلامي، والشريعة الإسلامية. ويوضح أن مثل هذه الدولة لن تنجح إلا بتطبيق القرآن والسنة كما فهمها السلف من الفقهاء والمسلمين (الذين يطلق عليهم المجاهدون). ويضيف أن هذا كان هدف حركة طالبان الإسلامية، وهدف شعب أفغانستان.